# Andrea Øst Birkkjær
Andrea Alma Øst Birkkjær (* 6. März 1992) ist eine dänische Schauspielerin.

## Leben und Karriere
Birkkjær wurde am 6. März 1992 geboren. Ihr Vater ist der Schauspieler Mikael Birkkjær und ihre Mutter die Schauspielerin Tammi Øst. Von 2013 bis 2022 war sie in der Fernsehserie Badehotellet zu sehen.
Anschließend war sie 2020 in dem Film Madklubben zu sehen. Im selben Jahr trat sie in einer Episode in Limboland auf. 2021 wurde Birkkjær für den Film Venuseffekten gecastet.

## Filmografie
- 2013–2022: Badehotellet (Fernsehserie)
- 2020: Madklubben
- 2020: Limboland (Fernsehserie, 1 Episode)
- 2021: Venuseffekten